# David Bovet
David Bovet, né le 26 mai 1989, est un joueur suisse renommé de Scrabble, de Bridge, d'Échecs et de Magic l'assemblée.
Habitant Lausanne, il est licencié au club de Scrabble de la La Blécherette, et joue sporadiquement au Bridge au Cercle de la Cité à Lausanne.

## Palmarès au Scrabble
- Champion du monde : 2012[4], 2015, 2023
- Champion de Suisse : 2013[5], 2015[6], 2017
- Vice-champion du monde : 2013[7]
- Champion du monde junior 2007 en paires avec son compatriote Jean-Baptiste Guillet[réf. souhaitée]
- Champion du monde cadet 2004 en blitz
- Vainqueur de la coupe d'Aix-les-Bains : 2016